# Mazzuolo

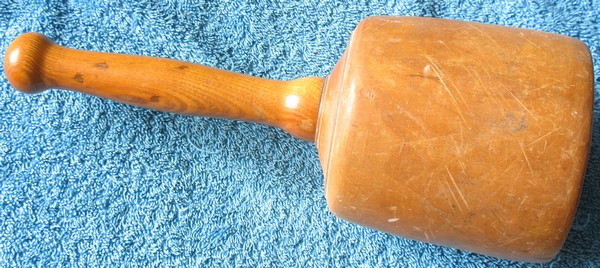
Mazzuolo in legno tornito

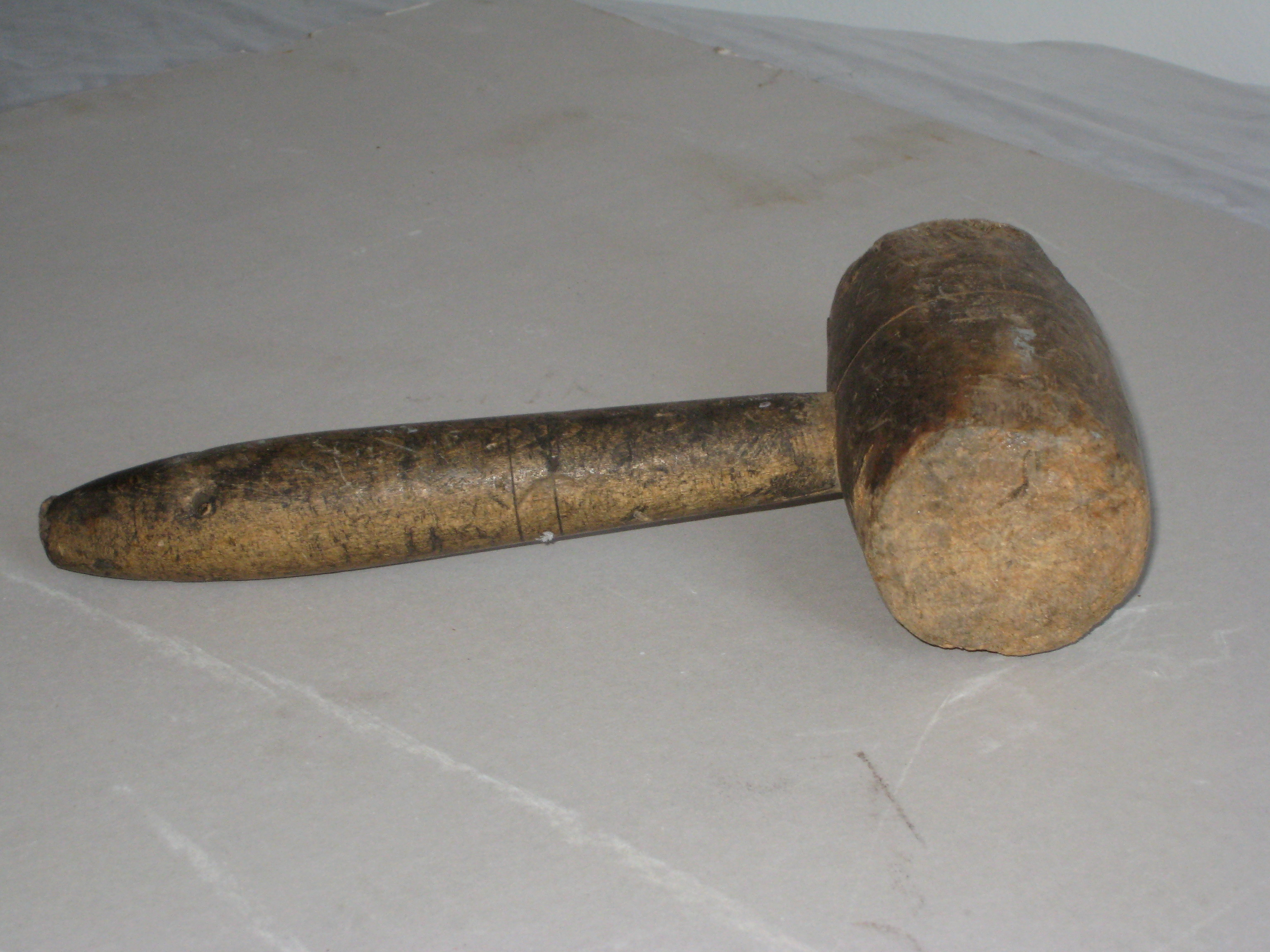
Un mazzuolo commerciale

Il mazzuolo è un attrezzo usato in falegnameria per battere sullo scalpello. Può avere varie forme, anche di martello.

## Materiali
È realizzato generalmente in legno duro e normalmente non si trova in commercio in quanto realizzato in proprio dall'artigiano che lo usa. Caratterizzato da una parte più grossa e pesante detta testa, di forma cilindrica o quadrata e da una parte più sottile detta manico solitamente rotonda.

## Utilizzo
L'uso è assimilabile al martello, che non è sostituibile da quest'ultimo. 
I campi di utilizzo del mazzuolo sono collegati con l'utilizzo dello scalpello da legno. La testa piuttosto grossa, 60–80 mm di diametro, permette di colpire lo scalpello o le sgorbie con più facilità evitando di ferire l'operatore che li usa. Soprattutto durante i lavori di intaglio o scultura del legno questo permette di concentrarsi maggiormente sul lavoro da eseguire.
Un altro aspetto che caratterizza l'uso del mazzuolo riguarda l'usura dei manici degli scalpelli o delle sgorbie. Essendo questi ultimi realizzati in legno, battendo con un martello di ferro, in breve tempo tendono a spaccarsi ed a scheggiarsi, rendendo impossibile la lavorazione successivamente a mani nude.

## Simbologia
Come simbolo viene utilizzato in Massoneria per indicare lo strumento che l'Apprendista usa unitamente allo scalpello per sgrossare la pietra grezza.